# Rachid Amara
Rachid Amara (en arabe : رشيد عمارة), né le 6 septembre 1934 à Oued Zenati et assassiné le 13 juillet 1956 à Tablat (Médéa), est un militant nationaliste algérien, chahid de la guerre d'indépendance algérienne. Tué au combat à l'âge de 21 ans, il est une des principales figures de la résistance estudiantine face à la colonisation française.

## Biographie
Rachid Amara naît le 6 septembre 1934 à Oued Zenati, où son père travaille comme interprète judiciaire près le tribunal. Il effectue ses études primaires dans son village natal, avant de déménager avec sa famille à Azazga, Bordj Menaïel et Alger au gré des affectations professionnelles de son père. Il termine ses études secondaires au lycée Bugeaud (renommé lycée Émir-Abdelkader après l'indépendance) en juin 1954, puis étudie un an à la faculté des lettres de l'université d'Alger, avant de se réorienter vers la médecine,,.
Il est l'un des membres fondateurs de l'Union générale des étudiants musulmans algériens (UGEMA) aux côtés de Mohamed Seddik Benyahia, Lounis Mohamed, Mustapha Saber, Ahmed Touati, Salah Benkobbi et Zoulikha Bekaddour,.
Le 7 décembre 1955, il est arrêté par les autorités coloniales en compagnie de Ferhat Abbas et Ahmed Francis,. Ces derniers sont rapidement relâchés tandis que lui passe six mois derrière les barreaux.
Après sa sortie de prison en mars 1956, il reprend du service au sein de l'UGEMA, organisant des réunions clandestines dans son appartement de la rue du Télemly et participant au déclenchement de la grève générale du 19 mai 1956 (ar).
Rachid Amara est assassiné par le 1er régiment étranger de parachutistes dans la commune de Tablat dans l'atlas blidéen le 13 ou 14 juillet 1956,.

## Postérité et hommes
Le lycée franco-musulman de Ben Aknoun est renommé lycée Amara-Rachid après l'indépendance.